# Port lotniczy Siteki
Port lotniczy Siteki (ang. Siteki Airfield, ICAO: FDST) – port lotniczy położony w pobliżu Siteki (Eswatini).